# Société des écrivains normands
La société des écrivains normands (SEN), a été fondée en 1923, par Charles-Théophile Féret, originaire de Quillebeuf, membre de l'Académie des provinces françaises, surnommé le "Chantre" ou le "Mistral" de la Normandie, à Honfleur, au domicile de Lucie Delarue-Mardrus.

## Historique
Charles-Théophile Féret a pour idée qu'"aller au patois, c'est aller à l'exception, subordonner le particulier au général". La Société a ainsi pour objet la promotion de créations d'artistes dont l'activité, à l'échelle d'un département ou de la région, participe au savoir, s'ouvre à la reconnaissance d'une identité propre. Son intention est de regrouper tout écrivain d’origine normande ou résidant en Normandie, sur l'ensemble du territoire (Basse Normandie et Haute Normandie, la Manche, le Calvados, l'Orne, l'Eure et la Seine-Maritime), et d'honorer ses auteurs par le biais de prix portant le nom de personnages illustres provenant de la Normandie et des Lettres Françaises (Pierre Corneille, Gustave Flaubert, Louis Bouilhet, André Maurois), ou de récompenses honorifiques, comme la médaille de Charles-Théophile Féret, pour un auteur dont l'œuvre est particulièrement notoire par sa portée et son influence, reconnue pour avoir mis en valeur le patrimoine local. Elle organise des conférences, participe à des salons du livre, communique ses activités par l'intermédiaire d'un bulletin culturel d'informations. Outre sa fonction de préserver la mémoire de son statut, elle compte parmi ses rangs romanciers, historiens, peintres, sculpteurs, hommes de théâtre, essayistes, conteurs, nouvellistes, poètes.

## Sociétaires
Parmi les membres, on peut noter des personnalités telles que :
- Roger Bésus ;
- Charles Brisson (chancelier de 1948 à 1972) ;
- Gilles Buisson ;
- Jérôme Carcopino
- André Castelot
- Camille Cé ;
- Henriette Charasson
- Gilbert Delahaye ;
- André Dezellus[4] ;
- René Fauchois ;
- Jean Follain ;
- Jean de Gourmont ;
- Patrick Grainville
- Jacques Hébertot
- Jacques Henry[5] (président) ;
- René Herval (président d’honneur) ;
- Georges Heullant (chancelier) ;
- Raymond Lelièvre ;
- Georges Laisney (chancelier) ;
- Maurice Leblanc ;
- André Maurois ;
- Robert du Mesnil du Buisson ;
- Pierre Osenat
- Gérard Pouchain ;
- Michel de Saint Pierre ;
- Armand Salacrou
- André Siegfried ;
- Jules Siegfried ;
- Jean-Albert Sorel
- Edmond Spalikowski (chancelier, président) ;
- René Streiff ;
- Jean de la Varende
- Philippe Vatinel[6] (chancelier) ;
- Pierre de Villemarest ;
- Jacques Viquesnel[7] (président honoraire) ;
- Colette Yver

Au-delà du conseil d'administration, l'association rassemble actuellement des écrivains, parmi lesquels André Dezellus, Claude Le Roy, Édith Serais, Gaëtan Brixtel, Gérard Poteau, Irène Gaultier-Leblond, Jocelyne Corbel, Michel Lefèvre, Michel Hallet, Nicole Voisin, Piet Lincken, Sylvie Bourgouin, des romanciers, Danièle Philippe, Marie Allain, Valérie Valeix, historiens, Christophe Wargny, Claude Doktor, Colette Sérusier-Guyet, scientifiques et philosophes, Gérard Gouesbet, conteurs, Krystin Vesteralen, poètes, Chantal Ménard-Poidevin, Geneviève Pannier, Nicolas Saeys, Yves-Marie Hello.  

## Prix littéraires
Elle organise des concours littéraires et décerne des prix de littérature, tels que le Grand Prix des Écrivains Normands, le prix André Maurois, qui distingue un essai, un texte historique ou la biographie d'une personnalité, en lien avec le territoire normand, le prix Gustave Flaubert, qui récompense un roman, un ensemble de contes ou de nouvelles dont le sujet traite de cette province, le prix Pierre Corneille (les prix André Maurois, Gustave Flaubert et Pierre Corneille concernent uniquement les auteurs nés ou résidant en Normandie) couronnant un poète, à travers un recueil remarquable, édité ou auto-édité, le prix Louis Bouilhet, décerné par la municipalité de Cany-Barville, qui met en valeur un recueil inédit, et le prix de l'espoir dont la vocation est d'appuyer un manuscrit de qualité pour son édition. Enfin, son objectif est de faire connaître les écrivains normands contemporains.

### Lauréats du prix Louis-Bouilhet
- 2023 : Patrice Dufetel pour Les prairies de mon père

- 2022 : Daniel Cuvilliez pour Lire entre les maux

- 2021 : Brigitte Vivien pour Des mots en mosaïques
- 2019 : Sophie Crézé pour À la lueur des ombres
- 2018 : Daniel Villeray pour Frémissements
- 2017 : Cathy Gautier et Luc Harache pour La Félicité
- 2016 : Michel Delaunay pour le troisième tome de Ma fenêtre à bonheur
- 2015 : Catherine Dutailly pour Poèmes des quatre saisons
- 2014 : Maxime Dieudonné
- 2013 : Claude Leprince pour Petite promenade sur les sentiers de la poésie
- 2012 : Christine Lamy
- 2011 : Françoise Pitte et Guy Vieilfault pour Les Passantes
- 2010 : Geneviève Pannier pour Le Clos normand
- 2009 : Yves-Marie Hello pour Chants d'automne
- 2007 : Jeanne Foucher
- 2006 : Robert Bruce pour Les Habits du dimanche et L'Allumeur de réverbères
- 2005 : Stéphane Martial pour Face à la porte étroite
- 2004 : Yvonne Le Meur-Rollet
- 2003 : Christian Fabre
- 2002 : Simone et Jean-Philippe Le Corre
- 2001 : Henry Deverchère
- 2000 : Jocelyne Corbel pour La Vie d'ArTriste
- 1999 : Irène Gaultier-Leblond

### Lauréats du prix Pierre-Corneille
- 2020 : Christian Boeswillwald pour Je suis d'un pays bleu de l'âme
- 2019 : Jean-Louis Carpentier pour Les Braises alarmées
- 2015 : Michel Delaunay pour Ma fenêtre à bonheur
- 1999 : Pierre Hamel pour Une musique blonde

### Lauréats du prix André-Maurois
- 2020 : Joëlle Delacroix pour Poppa de Bayeux
- 2016 : Franck Buleux pour L'Unité normande (L'Harmattan)
- 2014 : Mathieu Bidaux pour Ernest Vaughan le patron rouge

### Lauréats du prix Gustave-Flaubert
- 2021 : Michelle Brieuc pour Le Bar de l'Odéon
- 2019 : Catherine Espinasse pour La Chute d'un auteur
- 2015 : Christian Jenvrin pour Bel homme
- 1998 : Jean-Marie Choulet pour Promenades à Paris et en Normandie avec la Dame aux Camélias

## Publications
Elle édite une revue trimestrielle : Les Lettres normandes, qui explore l'Histoire de la Normandie, avec une ouverture sur le Monde, et l'actualité littéraire, Normande, avec des thématiques pour chaque numéro, des articles, récits et poèmes d'auteurs régionaux ou nationaux.

### Ouvrages collectifs
- À chacun sa Normandie, présenté par la Société des écrivains normands, éditions Charles Corlet, 2011  (ISBN 978-2-84706-384-4)

## Présidents
| Identité                              | Période      | Période      | Durée           |
| Identité                              | Début        | Fin          | Durée           |
| ------------------------------------- | ------------ | ------------ | --------------- |
| Charles-Théophile Féret (1858 - 1928) | 1923         | 1928         | 5 ans           |
| René Fauchois (1882 - 1962)           | 1928         | 1933         | 5 ans           |
| Edmond Spalikowski (1874 - 1951)      | 1934         | 1951         | 17 ans          |
| René Herval (1890 - 1972)             | 1951         | 1965         | 14 ans          |
| Jacques Henry (d) (1911 - 1992)       | 1965         | 1990         | 25 ans          |
| Pierre Maugendre (d) (1918 - 1998)    | 1990         | 1994         | 4 ans           |
| Jacques Viquesnel (d) (1938 - 2020)   | 1994         | 2000         | 6 ans           |
| Claude Le Roy (d) (1937 - 2019)       | 2000         | 2018         | 18 ans          |
| Franck Buleux (d) (né en 1957)        | octobre 2018 | février 2022 | 3 ans et 4 mois |
| Bernadette Laval Fisera (d)           | février 2022 |              |                 |